# Anakamacops petrolicus
Anakamacops petrolicus Li and Cheng, 1999 è un anfibio estinto, appartenente ai Temnospondyli. Visse nel Permiano (Kunguriano - Roadiano, tra 272,5 e 268 milioni di anni fa) e i suoi resti fossili sono stati ritrovati in Cina.

## Descrizione
Questo animale è noto solo per la parte anteriore di un cranio, ed è quindi difficile ricostruirne l'aspetto. Probabilmente, come altre forme simili, era un tozzo anfibio dal corpo robusto e dalle zampe forti, con un cranio molto grande in relazione al corpo. I denti attorno al margine delle fauci erano aguzzi e ricurvi. Al contrario della maggior parte degli anfibi temnospondili, Anakamacops non possedeva denti sul palato; gran parte di esso era liscio, ma il vomere (un osso stretto al centro del palato) era di aspetto rugoso. Le coane, due aperture attraverso le quali le cavità nasali si congiungevano alla bocca, erano lunghe e strette, posizionate lungo i lati del palato. Anakamacops è molto simile a un altro anfibio del Permiano della Russia, Kamacops, poiché possedeva un cranio piatto, grandi narici esterne e una depressione centrale sulla punta del muso. Tuttavia, Kamacops possedeva piccoli denti sul palato, di cui Anakamacops era sprovvisto.

## Classificazione
Anakamacops petrolicus è stato descritto per la prima volta nel 1999, sulla base di un fossile ritrovato nella zona di Dashankou, nei pressi della città di Yumen in Cina. 

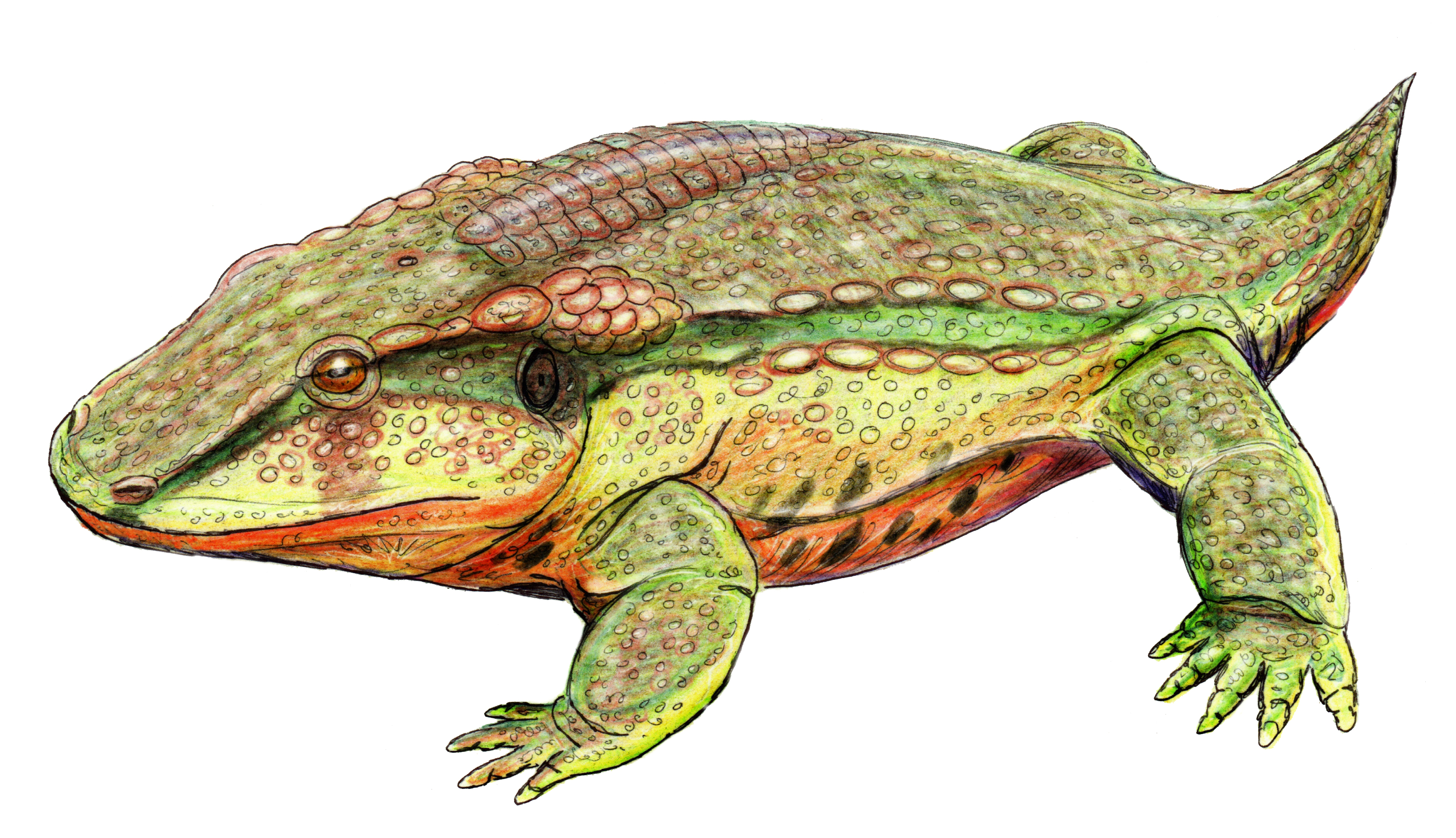
Ricostruzione ipotetica di Anakamacops petrolicus

L'epiteto specifico, petrolicus, si riferisce al fatto che Yumen è una città che produce petrolio. Il nome generico, Anakamacops, significa "simile a Kamacops", e difatti questi due animali erano strettamente imparentati. Essi furono parte di un gruppo di anfibi di dimensioni medio-piccole, tipici del Permiano, i dissorofidi, caratterizzati da corpi robusti e da una corazza a protezione del dorso. Sembra che Anakamacops e Kamacops, assieme ad altre forme poco note come Zygosaurus, fossero tra gli ultimi e più derivati fra i dissorofidi.